# Ogygis Rupes
Ogygis Rupes és una formació geològica de tipus rupes a la superfície de Mart, localitzada amb el sistema de coordenades planetocèntriques a -31.06 latitud N i 306.41 ° longitud E, que fa 184.23 km de diàmetre. El nom va ser aprovat per la UAI l'any 1976 i fa referència a una característica d'albedo.